# Indiens herrlandslag i bandy
Indiens herrlandslag i bandy representerar Indien i bandy på herrsidan. Man hade för avsikt att ställa upp i Asiatiska vinterspelen i Astana-Almaty 2011.  Det infriades dock inte och uppgifterna om att debuten istället skulle ske vid det första asiatiska mästerskapet i december 2012 föll på att turneringen aldrig spelades. 2017 rapporterades om eventuell världsmästerskapsdebut. Det är fortfarande oklart när eller om den kommer att ske.